# Береника II
Береника II (иначе Вереника, 267/266 пр.н.е. – 221 пр.н.е.), е дъщеря на Магас и Апама II, дъщеря на Антиох I Сотер. Тя е внучка на Береника I и селевкидската царица Апама, съпруга на Птолемей III Евергет, третия владетел на Елинистически Египет.
Около 249 пр.н.е., скоро след смъртта на баща си, тя се омъжва за Деметрий Красивия – син на македонския цар Деметрий I Полиоркет. Скоро след като отива в Кирена той става любовник на майка ѝ. Береника го убива в спалнята на Апама, но запазва живота на майка си. Това се случва през 255 или 250 пр.н.е. Няма деца от Деметрий.
След това Береника II се омъжва за Птолемей III Евергет. Те имат вероятно четири деца: Птолемей IV, Магас, Арсиноя III и Береника.
Според легендите, когато мъжът ѝ отива на военен поход в Сирия, тя пожертвала своите разкошни коси в чест на Афродита, за да пази богинята мъжът ѝ на бойното поле и ги поставила в храм на Афродита. Косите ѝ тайнствено изчезнали и астронома Конон Самоски обяснил това събитие с идеята, че косите били поставени на небето и се превърнали в ново съзвездие, наречено „Косите на Береника (Вероника)“ (Coma Berenices). Калимах посветил на това събитие поема, известна по запазени части и превод на Катул.
Скоро след смъртта на мъжа си (221 пр.н.е.) тя е убита по заповед на своя син Птолемей IV, чийто съвладетел е била тя.

## Памет
В нейна чест е наречен град Береника (днес Бенгази). Астероидът 653 Береника, открит през 1907, също е наречен на нея.

## Галерия
- Береника II на монета на Птолемей III
- Бюст на Береника II, Мюнхенска глиптотека